# Brunswick Circuit Pro Bowling
Brunswick Circuit Pro Bowling é um jogo eletrônico de boliche desenvolvido pela Adrenalin Entertainment e publicado pela THQ para Microsoft Windows e PlayStation em 1998. Uma versão para Nintendo 64 foi desenvolvida pela Point of View e publicada em 1999. Ele inclui mecânicas baseadas em física, variações nos padrões de óleo das pistas e múltiplos modos de jogo, como carreira, torneio e boliche cósmico. Os jogadores podem personalizar seus próprios atletas ou escolher entre 13 profissionais reais, utilizando um sistema de três cliques para controlar a força, giro e precisão do arremesso.
A recepção do jogo foi geralmente positiva no PlayStation, sendo elogiado por sua fidelidade à simulação e variedade de recursos, enquanto a versão para Windows recebeu avaliações mais mistas, com críticas voltadas à apresentação visual e à falta de elementos acessíveis para iniciantes. Sua versão para Nintendo 64 foi apresentada pela primeira vez na E3 de 1999.
Uma sequência, intitulada Brunswick Circuit Pro Bowling 2, foi publicada em 2000 para PlayStation.

## Jogabilidade
Brunswick Circuit Pro Bowling é um jogo de simulação de boliche, incorporando elementos realistas, como reações do jogador e mudanças nos padrões de óleo nas pistas, que influenciam o comportamento da bola. Os jogadores podem escolher entre seis bolas de boliche da marca Brunswick, cada uma com atributos distintos, incluindo condições com o óleo, capacidade de giro, gancho, comprimento e efeitos na pista. Os modos de jogo disponíveis incluem prática, exibição, torneio, carreira e boliche cósmico.
O jogador tem a opção de criar até seis jogadores de boliche personalizados, ajustando detalhes como a forma física, o nome, a cor do cabelo, a cor da pele, as características faciais e a mão de arremesso. Além disso, os jogadores podem assumir o papel de um de 13 jogadores de boliche profissionais, cada um com seus próprios atributos exclusivos, incluindo apresentações em vídeo. A mecânica do jogo baseia-se em um sistema de três cliques para controlar a potência, o giro e a precisão durante o lançamento da bola.
Os modos multijogador acomodam até seis participantes, localmente ou online. O modo de boliche cósmico leva os jogadores a um cenário visualmente distinto, com pinos, bolas e pistas que brilham no escuro. Realismo adicional é integrado aos padrões de óleo da pista que mudam dinamicamente durante as partidas, exigindo que os jogadores adaptem suas estratégias de acordo.

## Recepção
A versão de Brunswick Circuit Pro Bowling para PlayStation recebeu críticas favoráveis, enquanto a versão para Windows recebeu críticas medianas, de acordo com o agregador de críticas GameRankings. Os críticos mais favoráveis ao jogo consideraram-no viciante e sua simulação de boliche a mais precisa de todos os tempos. Críticas mais mistas sugeriram que apenas os fãs mais dedicados do esporte conseguiriam gostar do jogo.
Um destaque comum foi a simulação realista do esporte no jogo, especialmente sua física. O crítico da PC Gamer, Joel Durham Jr., observou que a complexidade dos movimentos dos pinos levou a resultados variados e inesperados: "De vez em quando, você terá sorte e um pino caído rolará para o último pino restante para um strike; outras vezes, você achará que acertou em cheio, mas acabará com um split." A Next Generation disse que a "única desvantagem da versão para PlayStation é que é um jogo meio lento, com música esquecível e gráficos de aparência genérica. Ainda assim, ele é bom em todas as áreas certas da jogabilidade e funciona bem."
Foram feitos comentários positivos sobre a variedade de recursos incluídos no jogo. Durham Jr. e Michael L. House, da AllGame, afirmaram que os diferentes padrões de óleo e modos de jogo, como o modo de treinamento, incentivam os jogadores a melhorar suas habilidades. Durham Jr. escreveu "você estará ansioso para aumentar sua média só um pouquinho, ou tentando acertar aqueles três strikes de que precisa no décimo para chegar a 200". Por outro lado, Jules Grant, do The Electric Playground, escreveu em uma análise da versão para PlayStation que, embora houvesse diferentes níveis de dificuldade, não havia explicação sobre as regras do jogo e a física da bola para os novatos no boliche. Jeff Gerstmann, da GameSpot, destacou os videoclipes sobre os jogadores de boliche, chamando-os de "os momentos mais hilários de jogos da memória recente", e recomendou que até mesmo os não fãs de boliche comprassem o jogo só para vê-los. A Game Informer gostou da opção de replay, incomum em outros jogos, e do modo de boliche cósmico, "porque é muito extravagante para não gostar". Tal Blevins, da IGN, também adorou o modo de boliche cósmico, chamando-o de um dos melhores modos do jogo.
Alguns críticos consideraram a apresentação pouco impressionante. As análises da versão para PC feitas por Jonah Falcon, da Computer Games Strategy Plus, e Scott A. May, da Computer Gaming World, consideraram que os gráficos não aproveitavam muito bem o hardware de aceleração 3D. Blevins sentiu repulsa pela multidão parada ao fundo e pela pouca quantidade de efeitos sonoros, sugerindo que o áudio de comentários deveria ter sido incorporado para incrementar a experiência. A Game Informer também não gostou da falta de comentários, ficou irritada com os efeitos sonoros repetitivos da multidão, achou as animações dos personagens dos jogadores limitadas e observou que "há pouca coisa acontecendo na tela, mas, de alguma forma, os gráficos ainda são instáveis". Grant e Air Hendrix, da GamePro, embora igualmente mistos em suas análises, opinaram que o jogo tinha a melhor aparência e som que uma simulação de boliche poderia ter.
Falcon e Grant apontaram os personagens dos jogadores. Grant não gostou das opções limitadas de personalização dos jogadores de boliche, principalmente no que diz respeito a rostos, cores de roupas e ausência de personagens femininas. Falcon ficou indignado com o fato de não haver mulheres, já que "o boliche é um esporte em que as mulheres estão realmente no mesmo nível dos homens e têm pares mistos (como tênis e golfe)". Além disso, ele chamou a atenção para os rostos “assustadores” e para a incapacidade de variar os tipos de corpo, tornando os personagens muito parecidos entre si.